# António de Sousa Coutinho
António de Sousa Coutinho (século XVI — 11 de junho de 1668) foi um militar e administrador colonial português. Formou, por duas vezes, o Conselho de Governo da Índia Portuguesa e foi o último governador do Ceilão Português em Colombo.
Como desde jovem estava na Índia, recebeu, em 1641, a capitania de Málaca. Como os neerlandeses estavam dominando a região, foi nomeado capitão-donatário de Goa e, posteriormente, de Baçaim. Formou o 2.º e o 3.º Conselho de Governo da Índia. Depois do 2.º Conselho, foi nomeado capitão-general do Ceilão, onde teve vida dura, imposta pelo cerco neerlandês contra a Ilha. Após oito meses de batalhas, sem conseguir receber ajuda e já sem pólvora, rendeu-se, em 12 de maio de 1656. Retornou a Goa, onde foi membro do 3.º Conselho de Governo.